# NGC 7771
NGC 7771 este o galaxie situată în constelația Pegas. A fost descoperită în 18 septembrie 1784 de către William Herschel. Se află la o distanță de 61,9 de megaparseci de Pământ.